# Michał Żmijewski
Michał Aleksander Żmijewski – polski biolog, prof. dr hab. nauk biologicznych, profesor Katedry i Zakładu Histologii, prodziekan Wydziału Lekarskiego Gdańskiego Uniwersytetu Medycznego w latach 2012–2020. Prorektor ds. nauki Gdańskiego Uniwersytetu Medycznego kadencji 2024–2028.

## Życiorys
W 1997 r. ukończył studia biologiczne na Uniwersytecie Gdańskim, w 2003 r. obronił pracę doktorską pt. Specyficzność gatunkowa białek opiekuńczych (chaperonowych) (promotor: prof. Barbara Lipińska), a w 2010 r. habilitował się na podstawie pracy zatytułowanej Rola czynnika uwalniającego kortykotropinę i jego receptora poza układem nerwowym. W 2016 r. nadano mu tytuł profesora nauk medycznych.
Zatrudniony na stanowisku profesora w Katedrze i Zakładzie Histologii na Wydziale Lekarskim Gdańskiego Uniwersytetu Medycznego, gdzie w latach 2012–2020 był też prodziekanem.
Do 2022 r. był wiceprezesem Polskiego Towarzystwa Histochemików i Cytochemików, ponadto był członkiem Komitetu Cytobiologii Polskiej Akademii Nauk.

## Odznaczenia
- Brązowy (2016)[2] i Złoty (2020)[2][7] Krzyż Zasługi